# ラテン語の成句の一覧
ラテン語の成句の一覧（ラテンごのせいくのいちらん、英語: List of Latin phrases）
この記事は、「Veni, vidi, vici（来た、見た、勝った）」「Et cetera（その他）」といった、ラテン語の成句の一覧をまとめた記事である。
古代ローマのラテン文学は、ギリシア文学の影響下で発達したため、一部の成句は、それ自身がギリシア語の成句の翻訳になっている。例:「Ars longa, vita brevis（技術は長く、人生は短い）」はヒポクラテスの翻訳。
ラテン文字の「i」は母音としても子音としても使われる場合がある。中世ラテン語において、「i」が子音として使われた場合、単純に正書法の「長いi」を起源とする文字「j」が頭文字で使われ、その他の2つの母音の間で生じた場合は、「j」に置き換えられた。この慣例は、ほとんどの場合、法学のラテン語成句で保存されており、例えば「de iure」という成句は通常「de jure」と綴られる。下記の一覧では、中世ラテン語で子音「i」が「j」に置き換えられた成句は「i」から始まっているものとして列挙されている。
単一の長い記事を表示するならば、以下のページを参照。
- ラテン語の成句の一覧 (完全版)（英語版）

完全版の他に、以下の通り、アルファベット順に20の記事に分かれている。
- ラテン語の成句の一覧 (A)（英語版）
- ラテン語の成句の一覧 (B)（英語版）
- ラテン語の成句の一覧 (C)（英語版）
- ラテン語の成句の一覧 (D)（英語版）
- ラテン語の成句の一覧 (E)（英語版）
- ラテン語の成句の一覧 (F)（英語版）
- ラテン語の成句の一覧 (G)（英語版）
- ラテン語の成句の一覧 (H)（英語版）
- ラテン語の成句の一覧 (I)（英語版）
- ラテン語の成句の一覧 (L)（英語版）
- ラテン語の成句の一覧 (M)（英語版）
- ラテン語の成句の一覧 (N)（英語版）
- ラテン語の成句の一覧 (O)（英語版）
- ラテン語の成句の一覧 (P)（英語版）
- ラテン語の成句の一覧 (Q)（英語版）
- ラテン語の成句の一覧 (R)（英語版）
- ラテン語の成句の一覧 (S)（英語版）
- ラテン語の成句の一覧 (T)（英語版）
- ラテン語の成句の一覧 (U)（英語版）
- ラテン語の成句の一覧 (V)（英語版）

日本語では以下を参照。
- Category:ラテン語の成句

### 一覧記事
- 処方箋で使用される略語の一覧（英語版）
- 教会の略語の一覧（英語版）
- 英語におけるドイツ語とラテン語の同義語の一覧（英語版）
- ギリシャ語の成句の一覧（英語版）
- 英語におけるギリシャ語とラテン語の語源の一覧（英語版）
- ラテン語の略語の一覧（英語版）
- 組織名で一般的に使用されるラテン語とギリシャ語の一覧（英語版）
- 英語の派生語を含むラテン語の一覧（英語版）
- 法学のラテン語成句の一覧
- 医学用語における語根・接尾辞・接頭辞（英語版）
- en:List of sundial mottos#Latin mottos
- アメリカ合衆国の州と海外領土のモットーの一覧
- en:List of university and college mottos